# كليف كينغزبيري
كليف تيموثي كينغزبيري (من مواليد 9 أغسطس 1979) هو مدرب كرة قدم أمريكي وهو المدرب الحالي لنادي أريزونا كاردينالز الأمريكي. 

## روابط خارجية
- كليف كينغزبيري على موقع مرجع كرة القدم المحترفة.كوم (الإنجليزية)
- كليف كينغزبيري على موقع كلية كرة القدم في سبورتس رفرنس.كوم (الإنجليزية)